# Staroměstský pivovar U Supa
Staroměstský pivovar U Supa je pražský minipivovar sídlící na Starém Městě. Založen byl již během roku 1431, později byl ovšem zavřen, roku 2016 následně zrekonstruován a vlastní pivo se zde opět začalo vařit v roce 2017. Jako sládek v něm od tohoto roku působí Ivan Chramosil, spolu s ním v zaučení zde pracuje Martin Melzer. Mezi piva pražského pivovaru patří 12° světlý ležák Sup, poté tmavý třináctistupňový Sup a Sup Saison 16°, což je svrchně kvašené pivo belgického stylu. Pětihektolitrová varna pivovaru je prosklená, jedná se o jediné zařízení tohoto druhu v Česku a o jedno z mála v celé Evropě. Výstav pivovaru se pohybuje na 1 100 hektolitrech ročně.